# Комісаренко Василь Павлович
Васи́ль Па́влович Комісаре́нко (1 (14) січня 1907, Черняхів — 7 квітня 1993, Київ) — український ендокринолог та патофізіолог, академік НАМН України та академік НАН України, організатор і директор Інституту ендокринології та обміну речовин. Завідувач кафедри патофізіології 1955—1960 рр.

## Біографія
Народився 14 січня 1907 року в селі Черняхів (нині Кагарлицького району Київської області). Закінчив Київську фельдшерську школу (зараз Київське медичне училище). У 1928 році вступає до Харківського медичного інституту. Після закінчення 1932 року інституту його зараховують до аспірантури Українського органотерапевтичного інституту в Харкові, науковий керівник академік В. Данилевський. У 1935 році Комісаренко захищає кандидатську дисертацію і працює старшим науковим співробітником Українського органотерапевтичного інституту, а через два роки його призначають директором інституту.
Після переїзду на запрошення академіка Олександра Богомольця у Київ, із 1940 року, протягом 25 років, Василь Павлович керував лабораторією ендокринології Інституту експериментальної біології та патології, реорганізованого потім в Інститут фізіології ім. О. Богомольця АН УРСР. 1941 року Комісаренко захищає докторську дисертацію, а потім видає монографію «Про патогенез інсулінового шоку».
Під час війни В. Комісаренка призначають заступником наркома охорони здоров'я УРСР і уповноваженим Військової ради Південно-Західного фронту. У 1949 — грудні 1953 року — голова президії правління Товариства по розповсюдженню політичних і наукових знань УРСР.
У 1965 року академік В. Комісаренко засновує в Києві Науково-дослідний інститут ендокринології та обміну речовин, першим директором якого він стає. Інститут став одним із головних ендокринологічних центрів Радянського Союзу.

Могила Василя Комісаренка

Помер у Києві 7 квітня 1993 року. Похований на Байковому кладовищі.

## Родина
Сини:
- старший — Ігор Комісаренко, професор, член-кореспондент АМН України, один із засновників української школи хірургічної ендокринології;
- молодший — Сергій Комісаренко, академік НАН і АМН, директор Інституту біохімії імені О. Палладіна НАН України.

## Наукова робота
Автор понад 300 наукових праць, в тому числі десяти монографій. Підготував 25 докторів та 45 кандидатів наук.
Головні наукові праці присвячені проблемі механізму дії гормонів. В. Комісаренко є засновником української школи ендокринологів. Основні наукові праці:
- Гормоны коры надпочечников и их роль в физиологических и патологических процессах организма (1956).
- Спленин (1961).
- Ингибиторы функции коры надпочечных желез (1972).
- Молекулярные механизмы действия стероидных гормонов (1986).

## Пам'ять

меморіальна дошка

Ім'я Василя Комісаренка присвоєне Інституту ендокринології та обміну речовин, на фасаді якого по вулиці Вишгородській, 69 встановлено меморіальну дошку.

## Відзнаки
Нагороджений орденом Леніна, орденом Жовтневої Революції, двома орденами Трудового Червоного Прапора, орденом Дружби народів (13.01.1977), орденом «Знак Пошани», Почесною Грамотою Президії Верховної Ради УРСР (12.06.1972), почесним орденом Угорської Народної Республіка, багатьма медалями, а також золотою медаллю «Борцю за мир» та медаллю Всесвітньої Ради Миру.
Заслужений діяч науки УРСР (1960), лауреат Державної премії УРСР в галузі науки і техніки (1976), лауреат премії ім. О. О. Богомольця (1961) та золотої медалі ім. С. І. Вавилова.